# Hiroshi Tanahashi
Hiroshi Tanahashi (棚橋 弘至 Tanahashi Hiroshi?) (13 de noviembre de 1976) es un luchador profesional japonés, más conocido por su trabajo en New Japan Pro-Wrestling. 
Es nueve veces Campeón Mundial, al haber sido ocho veces Campeón Peso Pesado de la IWGP y una vez Campeón Peso Pesado Británico. También fue dos veces Campeón Intercontinental de la IWGP, tres veces Campeón Peso Pesado de los Estados Unidos IWGP, una vez Campeón de peso abierto NEVER, dos veces Campeón en Parejas de la IWGP con Yutaka Yoshie y Shinsuke Nakamura, dos veces Campeón de Peso Abierto U-30 de la IWGP, cuatro veces Campeón en Parejas 6-man NEVER de Peso Abierto, una vez Campeón Mundial de Tercias del CMLL con Okumura & Taichi (en una ocasión), una vez Campeón Mundial en Parejas del CMLL con Jushin Liger. También en dos ocasiones fue ganador de la New Japan Cup (2005, 2008), y en tres ocasiones del G1 Climax (2005, 2015, 2018).

## Primeros años
Antes de practicar la lucha libre profesional, Tanahashi era un jugador de béisbol en la escuela secundaria. Empezó a luchar mientras asistía a la Universidad de Ritsumeikan en Kioto y tuvo bastante éxito. Durante este tiempo los busca talentos de New Japan Pro-Wrestling (NJPW) se fijaron en él y fue invitado a realizar pruebas para el dojo de NJPW. Su prueba de febrero de 1998 fue exitosa y fue aceptado como aprendiz. Se inscribió en el dojo de NJPW después de graduarse de la Universidad de Ritsumeikan el año siguiente. Tanahashi ha citado a Shawn Michaels como su luchador favorito.

## Carrera en la lucha libre profesional

### New Japan Pro-Wrestling

#### 1999-2003
Después de graduarse del dojo de NJPW, Tanahashi hizo su debut en octubre de 1999, en un combate contra Shinya Makabe. Junto a sus compañeros novatos Katsuyori Shibata y Shinsuke Nakamura, Tanahashi se hizo conocido como uno de los "nuevos Tres Mosqueteros". Se lo vio como un gran prospecto y recibió grandes victorias sobre la leyenda de la Lucha libre mexicana Negro Casas en julio de 2000 y el estadounidense Scott Hall en septiembre de 2001. Siguió en ascenso y en el torneo G1 Climax 2002 (uno de los torneos anuales más importantes de NJPW) Tanahashi venció a Kensuke Sasaki en menos de dos minutos. Después de esto, Tanahashi se emparejó con Kenzo Suzuki en un tag team llamado "Kings of the Hills". Este equipo fue popular, pero llegó a su fin luego de un incidente de la vida real en noviembre de 2002, cuando Hitomi Hara, reportera de noticias de TV Asahi, lo apuñaló en la espalda. Tanahashi y Hara comenzaron a salir en citas, pero en una reunión en el departamento de Hara en Tokio, Tanahashi intentó romper la relación cuando comenzó a salir con otra mujer, lo que llevó a Hara a apuñalarlo dos veces. Más tarde, Hara confesó que trató de matar a Tanahashi y planeó suicidarse después. Hara fue acusada de intento de homicidio y condenada a cuatro años de libertad condicional. Tanahashi fue hospitalizado, pero se recuperaría e, irónicamente, este incidente pudo haber sido lo mejor que le sucedió a su carrera, ya que el apuñalamiento fue ampliamente reportado en todo Japón y se creó un gran interés en ver el regreso de Tanahashi. El 16 de febrero de 2003, Tanahashi regresó como luchador de combates individuales en una lucha contra Manabu Nakanishi frente a una multitud en un recinto con entradas agotadas en Tokio.

#### 2003-2010
Su carrera comenzó a escalar rápidamente desde este punto. En la segunda mitad de 2003 Tanahashi ganó el IWGP U-30 Openweight Championship y el Campeonato en Parejas de la IWGP, el último en dos ocasiones distintas. En agosto de 2004 llegó a la final del G1 Climax y el 4 de enero de 2005 encabezó el evento Toukon Festival: Wrestling World 2005 en el Tokyo Dome en un combate, donde perdió el U-30 Openweight Championship ante Shinsuke Nakamura. En 2005, Tanahashi también hizo una aparición en la 15.ª competencia de Guerrero Ninja el 20 de julio, siendo eliminado en la primera ronda. El 18 de junio, Tanahashi derrotó a Toru Yano en una final de un torneo para recuperar el U-30 Openweight Championship. Derrotaría a Masahiro Chono con un «Sling Blade» en la primera ronda de la New Japan Cup 2006 (que determinaba un contendiente número 1 contra el Campeón Peso Pesado de la IWGP Brock Lesnar) el 16 de abril de 2006 en el Korakuen Hall y a Hiroyoshi Tenzan mediante un «Dragon suplex hold» en la segunda ronda el 25 de abril en el Omuta Citizen Gymnasium antes de caer ante el «Wrist-clutch Exploder» de Yuji Nagata en la semifinal el 29 de abril en el Tottori Industrial Gymnasium. Tanahashi también derrotó a Tiger Mask el 13 de mayo en el primer evento principal de la nueva marca Wrestle Land (un experimento promocional de New Japan con "entretenimiento deportivo"), debutando un nuevo finisher. El 7 de junio, Tanahashi dejó vacante el U-30 Openweight Championship para enfocarse completamente en su próximo combate contra Brock Lesnar por el Campeonato Peso Pesado de la IWGP.
Cuando Lesnar no se presentó al combate, fue despojado del campeonato y Tanahashi fue colocado en un torneo por el título vacante. El 17 de julio, Tanahashi ganó su primer Campeonato Peso Pesado de la IWGP cuando derrotó a Giant Bernard en la final del torneo por el título vacante. Mostró el cinturón del campeonato en su segunda aparición en Guerrero Ninja durante la competencia número 17, donde nuevamente fue eliminado en la primera ronda. Después de mantener el título por casi 9 meses (270 días) y defenderlo contra Taiyō Kea, Shinsuke Nakamura y otros, Tanahashi perdió el título ante Yuji Nagata, quien había ganado la New Japan Cup 2007 para convertirse en el contendiente número 1. Tanahashi logró regresar de esto al ganar el G1 Climax, donde derrotó a Nagata en la final y desafió con éxito a su rival en una revancha el 8 de octubre de 2007, donde cubrió con la cuenta de tres a Nagata para recuperar el título. El 4 de enero de 2008, en el evento anual en el Tokyo Dome llamado Wrestle Kingdom II, Tanahashi fue derrotado por Shinsuke Nakamura por el Campeonato Peso Pesado de la IWGP en el evento principal de la noche. En la gira de febrero, Tanahashi derrotó a A.J. Styles en una revancha muy esperada de su lucha de 2006 en Total Nonstop Action Wrestling (TNA). Después de esto, Tanahashi participó en el codiciado torneo New Japan Cup 2008 en el que el ganador se enfrentaría al entonces Campeón Peso Pesado de la IWGP Shinsuke Nakamura como el contendiente número uno. Con una victoria sobre Giant Bernard, Tanahashi se convirtió en el primer dos veces ganador de la New Japan Cup. A mediados de febrero, se vio envuelto en una disputa contractual con New Japan. Mientras se llevaban a cabo las negociaciones, Tanahashi aprovechó su condición de agente libre para competir en el torneo Champion Carnival de All Japan Pro Wrestling, el cual seguía el mismo formato del G1 Climax. Él entró como un luchador heel y se le dio el "Bloque del Infierno", ya que tuvo que enfrentarse a casi todos los mejores talentos de All Japan, incluyendo a Taiyō Kea, Satoshi Kojima, Toshiaki Kawada y su mentor Keiji Mutoh. Estuvo invicto en el torneo y avanzó a la final donde fue finalmente sometido por Suwama.
El 4 de enero en Wrestle Kingdom III, Tanahashi derrotó a su mentor Keiji Mutoh para convertirse en el quinto Campeón Peso Pesado de la IWGP, comenzando su tercer reinado. Después de su victoria, cuando le preguntaron quién le gustaría que fuera su próximo rival, Tanahashi llamó al rival de su generación Shinsuke Nakamura, quien aceptó. En la gira ISM de New Japan el 15 de febrero, Tanahashi derrotó a Nakamura con un «High Fly Flow» en su primera defensa del título. Después de la lucha se declaró a sí mismo "the Ace of the universe" ("el As del universo", en español) y fue desafiado por Kurt Angle. Tanahashi derrotó a Angle el 5 de abril en el evento Resolución 09 de New Japan con dos «High Fly Flow». Su siguiente oponente fue Hirooki Goto, a quien derrotó el 3 de mayo en Wrestling Dontaku 2009 con un «High Fly Flow». Solo días después, Tanahashi fue derrotado por Manabu Nakanishi el 6 de mayo en Dissidence 2009, perdiendo el título. Él recuperó el título de Nakanishi el 20 de junio en Dominion 6.20 para alcanzar su cuarto reinado. El 20 de julio, defendió con éxito el título contra el luchador de Pro Wrestling NOAH Takashi Sugiura, en el primer combate interpromocional ente NJPW y NOAH por el Campeonato Peso Pesado de la IWGP. Durante una entrevista posterior al combate, Tanahashi fue interrumpido por Tajiri, quien luego roció a Tanahashi con "Green Mist". Tanahashi dejaría vacante el Campeonato Peso Pesado de la IWGP el 17 de agosto, debido a una fractura en el ojo sufrida en una lucha con Shinsuke Nakamura, en las semifinales del torneo G1 Climax. El 8 de noviembre en el evento Destruction '09, Tanahashi regresó para desafiar por el campeonato que se vio obligado a dejar vacante, pero fue derrotado por el campeón reinante Nakamura. El 5 de diciembre, Tanahashi vengaría su derrota que sufrió durante el G1 Climax, terminando su rivalidad con Tajiri al cubrirlo por conteo de tres en una lucha individual con el «High Fly Flow». Después, Tanahashi hizo un desafío a Pro Wrestling NOAH y el 4 de enero de 2010, en Wrestle Kingdom IV derrotó a Go Shiozaki de NOAH en un combate que fue promocionado como "Ace vs. Ace". Desde entonces, Tanahashi iniciaría un feudo con Toru Yano, comenzando con la derrota de Tanahashi a manos de Yano en un combate por equipos el 30 de enero, donde hizo equipo con Manabu Nakanishi y Yano con Shinsuke Nakamura. El 14 de febrero, Tanahashi vengó su derrota en una lucha individual con Yano, pero fue atacado después del combate por Masato Tanaka, luego de lo cual Yano procedió a cortar parte de su cabello. Después de que Yano derrotó a Tanahashi en un combate individual en Wrestling Dontaku 2010, New Japan pactó a los dos luchadores a un combate Hair vs. Hair match el 19 de junio. El 19 de junio en Dominion 6.19, Tanahashi derrotó a Yano y luego fue asistido por su ex rival Tajiri y Kushida para encargarse del aliado de Yano, Takashi Iizuka, y de esta forma afeitar el cabello de su oponente. En agosto, Tanahashi participó en el torneo G1 Climax llegando a la final, después de cuatro victorias y un empate. Sin embargo, en la final Tanahashi fue derrotado por el luchador independiente y agente libre Satoshi Kojima. En octubre y noviembre de 2010, Tanahashi hizo equipo con Tajiri en el torneo G1 Tag League 2010. Después de un fuerte comienzo en el torneo, Tanahashi y Tajiri fueron derrotados por los Campeones en Parejas de la IWGP Bad Intentions (Giant Bernard y Karl Anderson) el 6 de noviembre, el último día de las etapas grupales del torneo, y cayeron al tercer lugar en su bloque, perdiéndose por poco las semifinales del torneo.

#### 2010-2014

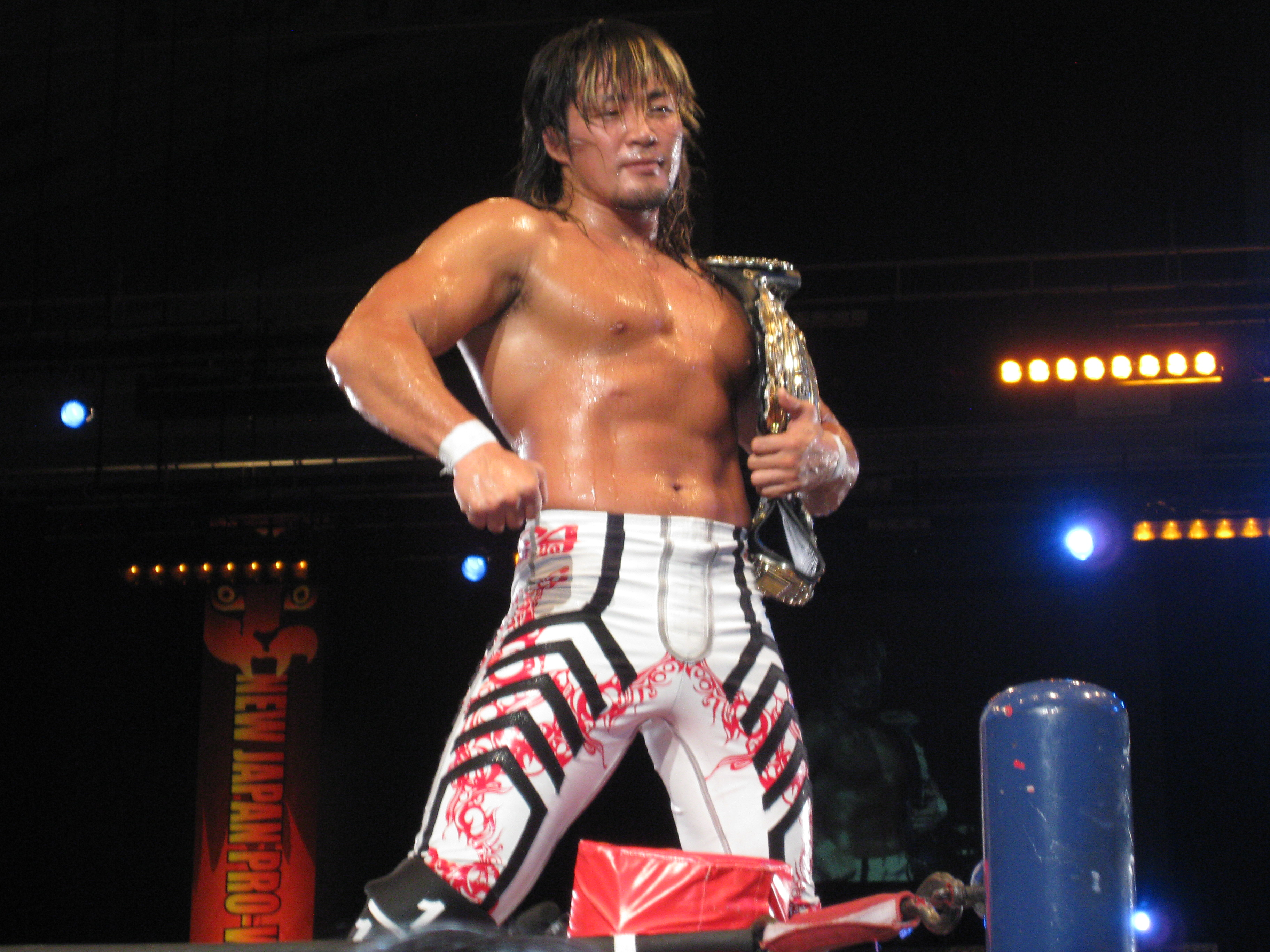
Tanahashi durante su quinto reinado como Campeón Peso Pesado de la IWGP en agosto de 2011.

Después de conseguir victorias consecutivas sobre Hirooki Goto y Tetsuya Naito el 11 y 12 de diciembre, respectivamente, a Tanahashi se le concedió una oportunidad titular ante el campeón Peso Pesado de la IWGP Satoshi Kojima en Wrestle Kingdom V. En dicho evento del 4 de enero de 2011, Tanahashi derrotó a Kojima para ganar el Campeonato Peso Pesado de la IWGP por quinta vez. El 20 de febrero, en The New Beginning, Tanahashi hizo su primera defensa exitosa del título, derrotando a Kojima en una revancha. Tanahashi defendió con éxito el título una vez más contra el ganador de la New Japan Cup Yuji Nagata el 3 de abril, y contra Shinsuke Nakamura el 3 de mayo. En mayo de 2011, Tanahashi participó en el Invasion Tour 2011, la primera gira de New Japan en los Estados Unidos, durante la cual defendió con éxito el Campeonato Peso Pesado de la IWGP contra Charlie Haas el 14 de mayo en la ciudad de Nueva York.
Después de otra defensa titular exitosa el 18 de junio contra su rival Hirooki Goto, Tanahashi fue desafiado por el Campeón en Parejas de la IWGP Giant Bernard, pero respondió a esto con un desafío propio, sugiriendo una lucha por los Campeonatos en Parejas de la IWGP entre Bad Intentions (Bernard y Karl Anderson) y él y Goto. El 3 de julio, Tanahashi y Goto fracasaron en su intento de capturar los campeonatos de Bad Intentions. El 18 de julio, Tanahashi logró su sexta defensa exitosa del Campeonato Peso Pesado de la IWGP contra Giant Bernard. En el G1 Climax del mes siguiente, Tanahashi encabezó su bloque durante la mayor parte del torneo, pero una derrota en el último día del torneo contra Tetsuya Naito, le hizo perder su chance de avanzar a la final. El 19 de septiembre, Tanahashi hizo su séptima defensa exitosa del Campeonato Peso Pesado de la IWGP contra el ganador del G1 Climax Shinsuke Nakamura, a pesar de perder un diente durante la lucha. El 10 de octubre en Destruction '11, Tanahashi se vengó de su derrota del último día del G1 Climax al derrotar a Tetsuya Naito para hacer su octava defensa exitosa del Campeonato Peso Pesado de la IWGP. Con Tanahashi ahora acercándose más al récord de diez defensas exitosas de Yuji Nagata, Nagata salió después de la lucha para desafiarlo por el título. Sin embargo, después de que Tanahashi aceptara el desafío, fue atacado por Toru Yano, quien procedió a robar su cinturón de campeonato. En la G1 Tag League, Tanahashi hizo equipo con Hirooki Goto como "The Billion Powers". Después de conseguir dos victorias y dos derrotas en sus primeras cuatro luchas en la fase de grupos del torneo, el 4 de noviembre, Tanahashi y Goto derrotaron a "Beast Combination" (Satoshi Kojima y Togi Makabe) para avanzar a las semifinales del torneo. El 6 de noviembre, Tanahashi y Goto fueron eliminados del torneo en las semifinales por Bad Intentions. El 12 de noviembre en Power Struggle, Tanahashi recuperó el cinturón del Campeonato Peso Pesado de la IWGP de Toru Yano al defender con éxito el título en su contra, después de lo cual fue nuevamente desafiado por Yuji Nagata. El 4 de diciembre, Tanahashi derrotó a Nagata para conseguir su décima defensa exitosa del Campeonato Peso Pesado de la IWGP, empatando el récord de Nagata en el proceso. El 4 de enero de 2012, en Wrestle Kingdom VI, Tanahashi rompió el récord al defender con éxito el título contra Minoru Suzuki. Sin embargo, finalmente el 12 de febrero en el evento The New Beginning, Tanahashi perdió el Campeonato Peso Pesado de la IWGP ante Kazuchika Okada, terminando su reinado en 404 días.
El 16 de junio en Dominion 6.16, Tanahashi derrotó a Okada en una revancha para ganar el Campeonato Peso Pesado de la IWGP por sexta vez, igualando el récord de Tatsumi Fujinami con el título. Tanahashi logró su primera defensa titular el 1 de julio, derrotando a Togi Makabe en un evento co-promovido por New Japan y All Japan. De todos los reinados combinados, esta fue la vigésima primera defensa exitosa de Tanahashi del Campeonato Peso Pesado de la IWGP, marcando otro récord de New Japan. Tanahashi logró su segunda defensa exitosa el 22 de julio contra Masato Tanaka. El mes siguiente, Tanahashi participó en el torneo G1 Climax, donde ganó cinco de sus primeros siete combates, pero una derrota ante Karl Anderson en el último día del torneo le hizo perder por poco su avance a la final. El 23 de septiembre en Destruction, Tanahashi defendió con éxito el Campeonato Peso Pesado de la IWGP contra el luchador de Pro Wrestling NOAH Naomichi Marufuji, vengando su derrota sufrida durante el G1 Climax. El 8 de octubre en el evento King of Pro-Wrestling, Tanahashi derrotó a Minoru Suzuki para lograr la cuarta defensa exitosa de su sexto reinado como Campeón Peso Pesado de la IWGP. El combate recibió excelentes críticas, incluyendo una calificación de cinco estrellas de Dave Meltzer, del Wrestling Observer Newsletter. El 11 de noviembre en Power Struggle, Tanahashi logró su quinta defensa exitosa contra Yujiro Takahashi. Más adelante en el mes, Tanahashi participó en la World Tag League 2012, formando equipo con Captain New Japan bajo el nombre del equipo "Captain Ace". El equipo perdió sus seis combates con el Captain New Japan recibiendo la cuenta de tres en cada uno. El 4 de enero de 2013, en Wrestle Kingdom 7, Tanahashi consiguió su sexta defensa exitosa del Campeonato Peso Pesado de la IWGP contra el ganador del G1 Climax del año anterior, Kazuchika Okada. En el siguiente evento, The New Beginning el 10 de febrero, Tanahashi logró otra exitosa defensa del título contra Karl Anderson, vengando su derrota del G1 Climax del año anterior. El 3 de marzo en el evento del cuarto aniversario de New Japan, Tanahashi derrotó al Campeón Peso Pesado Junior de la IWGP, Prince Devitt, en un evento principal especial no titular. El 7 de abril en Invasion Attack, Tanahashi perdió el Campeonato Peso Pesado de la IWGP ante Kazuchika Okada. El 22 de junio en Dominion 6.22, Tanahashi intentó ganar otra oportunidad por el título, pero fue derrotado por Prince Devitt en un combate que nombraría al contendiente número uno, luego de la interferencia del nuevo stable de Devitt, el Bullet Club. El 5 de julio, Tanahashi hizo equipo con Jushin Thunder Liger para derrotar a los miembros del Bullet Club Tama Tonga y El Terrible por el Campeonato Mundial en Parejas del CMLL. Del 1 al 11 de agosto, Tanahashi participó en el G1 Climax, donde inició el torneo perdiendo tres de sus primeros cuatro combates. Sin embargo, Tanahashi se recuperó luchando contra el campeón Peso Pesado de la IWGP, Kazuchika Okada, alcanzando un empate con él por llegar al límite de tiempo, y ganar sus otros cuatro combates para ganar su bloque y avanzar a la final del torneo. Pese a todo, en las finales del 11 de agosto, Tanahashi fue derrotado por Tetsuya Naito. Luego de regresar de una gira por CMLL, Tanahashi y Liger perdieron el Campeonato Mundial en Parejas del CMLL el 14 de septiembre ante los miembros del Bullet Club Rey Bucanero y Tama Tonga, luego de la interferencia externa del resto del grupo. La rivalidad de Tanahashi con el líder del Bullet Club, Prince Devitt, los llevó a un Lumberjack Deathmatch el 29 de septiembre en  el evento Destruction, donde Tanahashi salió victorioso. Concluida la rivalidad con Devitt, Tanahashi una vez más puso su mirada en el Campeonato Peso Pesado de la IWGP, desafiando a Kazuchika Okada al final del evento. Tanahashi falló en su intento por conseguir una vez más el título el 14 de octubre en el evento King of Pro-Wrestling. En una entrevista posterior al combate, Tanahashi se despidió del Campeonato Peso Pesado de la IWGP, ya que había proclamado que no volvería a pelear por dicho título al perder frente a Okada. Tanahashi luego ingresó en la escena titular del Campeonato Intercontinental de la IWGP, después de haber sido nominado como el próximo retador por el campeón Shinsuke Nakamura, estableciendo el primer combate titular entre los dos rivales de hace mucho tiempo en más de dos años. En noviembre, el equipo Captain Ace se reunió para la World Tag League 2013. Al igual que el año anterior, el equipo perdió sus primeros cinco combates, pero en el último día finalmente ganaron a Bad Luck Fale y Prince Devitt, lo que le costó al equipo del Bullet Club un puesto en las semifinales.
El 4 de enero de 2014, Tanahashi derrotó a Nakamura en el evento principal de Wrestle Kingdom 8 para ganar el Campeonato Intercontinental de la IWGP por primera vez. Una revancha entre los dos tuvo lugar el 9 de febrero en el evento The New Beginning in Hiroshima, donde Tanahashi logró su primera defensa exitosa del título. Después de que Nakamura ganó la New Japan Cup 2014, se pactó otro combate por el título entre él y Tanahashi para el evento Invasion Attack del 6 de abril, donde Tanahashi fue derrotado en su segunda defensa del título. Después, Tanahashi formó un equipo llamado "Ace to King" (japonés para "Ace and King") con Togi Makabe para lograr conseguir el Campeonato en Parejas de la IWGP. En mayo, Tanahashi participó en la gira por Norteamérica de NJPW, derrotando a Michael Bennett de Ring of Honor en un combate interpromocional en el evento War of the Worlds 2014 el 17 de mayo. El 25 de mayo en el evento Back to the Yokohama Arena, Tanahashi y Makabe derrotaron a Hirooki Goto y Katsuyori Shibata para ganar una oportunidad por el Campeonato en Parejas de la IWGP. Tanahashi y Makabe recibieron su oportunidad por el título el 21 de junio en Dominion 6.21, pero fueron derrotados por Doc Gallows y Karl Anderson del Bullet Club. En el G1 Climax, Tanahashi terminó con un récord de siete victorias y tres derrotas, con una derrota contra Davey Boy Smith Jr. en la última jornada que le costó un puesto en la final. Después de derrotar a Katsuyori Shibata el 21 de septiembre en Destruction in Kobe, Tanahashi anunció que estaba reingresando a la escena titular del Campeonato Peso Pesado de la IWGP y buscando desafiar al campeón reinante, A.J. Styles del Bullet Club. Recibió su oportunidad por el título el 13 de octubre en el evento King of Pro-Wrestling, donde derrotó a Styles para ganar el Campeonato Peso Pesado de la IWGP por séptima vez, batiendo el récord de Fujinami. El 14 de noviembre, Tanahashi y Yoshitatsu anunciaron que estaban formando un nuevo equipo llamado "The World". The World estaba programado para participar en la World Tag League 2014, pero después de su combate de apertura el 22 de noviembre, Yoshitatsu se vio obligado a retirarse del torneo por una lesión en el cuello. El 4 de enero de 2015, en Wrestle Kingdom 9, Tanahashi logró su primera defensa exitosa del Cameponato Peso Pesado de la IWGP contra Kazuchika Okada. El 11 de febrero en The New Beginning in Osaka, Tanahashi perdió el título de nuevo ante A.J. Styles, terminando su último reinado en 121 días.

#### 2015-presente

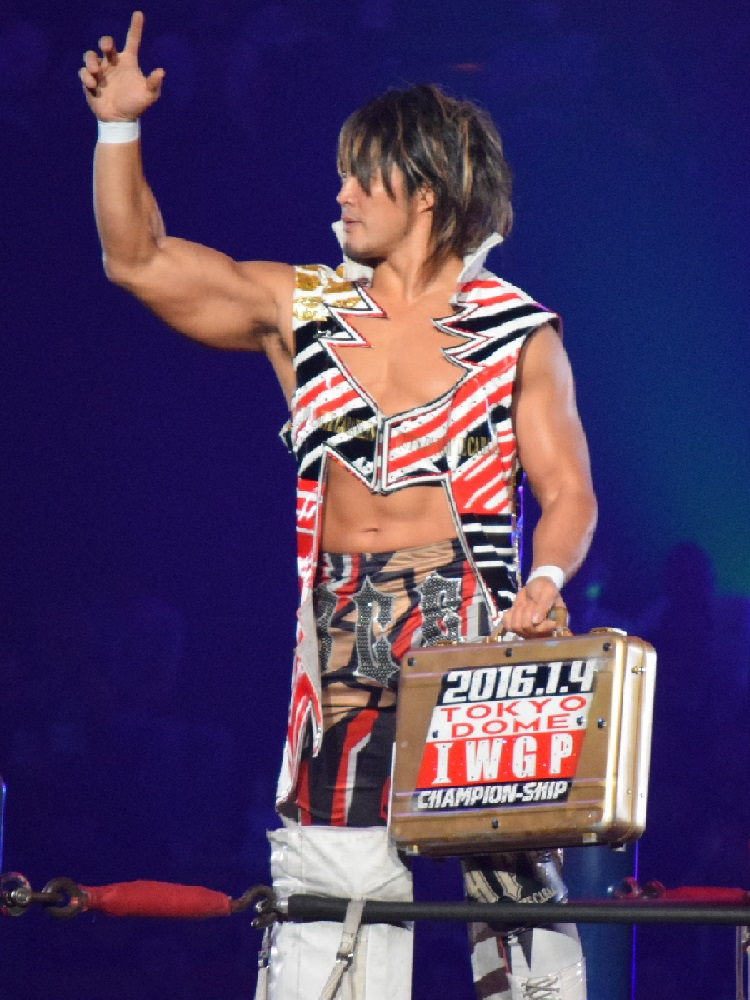
Tanahashi en noviembre de 2015 con el maletín que contiene el contrato para la lucha por el Campeonato Peso Pesado de la IWGP en Wrestle Kingdom 10.

En marzo, Tanahashi fue eliminado de la New Japan Cup 2015 por Toru Yano en una lucha de menos de tres minutos, reiniciando el antiguo feudo entre los dos. La rivalidad culminó el 5 de julio en Dominion 7.5, donde Tanahashi derrotó a Yano. Del 20 de julio al 14 de agosto, Tanahashi participó en el G1 Climax. Ganó su bloque con un récord de siete victorias y dos derrotas, avanzando a la final. El 16 de agosto, Tanahashi derrotó a Shinsuke Nakamura en la final para ganar su segundo G1 Climax. Tanahashi recibió un contrato, que le dio el derecho de desafiar por el Campeonato de Peso Pesado de la IWGP en Wrestle Kingdom 10 en el Tokyo Dome, y el cual tendría que defender por el resto del año. Durante septiembre y octubre, Tanahashi defendió con éxito el contrato contra Bad Luck Fale y Tetsuya Naito, vengando sus dos derrotas sufridas durante el G1 Climax. El 4 de enero de 2016, en Wrestle Kingdom 10, Tanahashi desafió sin éxito a Kazuchika Okada por el Campeonato Peso Pesado de la IWGP. La pérdida terminó su racha de victorias en el evento principal del Tokyo Dome, acabando en cinco. El 14 de febrero en The New Beginning in Niigata, Tanahashi fue derrotado por Kenny Omega en un combate para determinar al nuevo Campeón Intercontinental de la IWGP. El 20 de marzo, Tanahashi se asoció con Juice Robinson y Michael Elgin para desafiar sin éxito a The Elite (Omega y The Young Bucks (Matt Jackson & Nick Jackson)) por el Campeonato en Parejas de Peso Abierto 6-Man NEVER.
El 10 de abril en Invasion Attack 2016, Tanahashi, Elgin y Yoshitatsu derrotaron a The Elite para convertirse en los nuevos Campeones en Parejas de Peso Abierto 6-Man NEVER. Lograron su primera defensa exitosa el 23 de abril contra Omega, Bad Luck Fale y Yujiro Takahashi. El 3 de mayo en Wrestling Dontaku 2016, perdieron el título con The Elite. Tanahashi estaba programado para desafiar a Omega por el Campeonato Intercontinental de la IWGP en la primera Ladder Match de NJPW en el evento Dominion 6.19, pero se vio obligado a retirarse debido a una lesión en el hombro.  Del 18 de julio al 12 de agosto, Tanahashi participó en el G1 Climax, donde terminó empatado en segundo lugar en su bloque con un récord de cinco victorias, un empate y tres derrotas. Un empate por llegar al límite de tiempo de 30 minutos contra Kazuchika Okada en el último día eliminó a ambos luchadores de avanzar a la final. El 4 de enero de 2017, en Wrestle Kingdom 11, Tanahashi desafió sin éxito a Tetsuya Naito por el Campeonato Intercontinental de la IWGP.
Al día siguiente en New Year Dash!!, Tanahashi, Manabu Nakanishi y Ryusuke Taguchi derrotaron a Los Ingobernables de Japón (Bushi, Evil y Sanada) por el Campeonato en Parejas de Peso Abierto 6-Man NEVER. Sin embargo, perdieron los títulos nuevamente con L.I.J. el 11 de febrero en The New Beginning in Osaka. El 4 de abril, Tanahashi y Taguchi recuperaron los títulos derrotando a L.I.J. con Ricochet como nuevo compañero. Después de derrotar al miembro de L.I.J. Evil, el 29 de abril, Tanahashi confrontó a su líder, Tetsuya Naito, y lo desafió a un combate por el Campeonato Intercontinental de la IWGP. El 3 de mayo en Wrestling Dontaku 2017, Tanahashi, Ricochet y Taguchi perdieron el Campeonato en Parejas de Peso Abierto 6-Man NEVER nuevamente ante los miembros de L.I.J. Bushi, Evil y Sanada. Poco después, Tanahashi fue diagnosticado con un tendón de bíceps roto. Aunque luego admitió que una cirugía hubiera sido la mejor opción para él, Tanahashi declaró que no podía tomarse un descanso.
Tanahashi regresó al ring el 11 de junio en el evento Dominion 6.11, donde derrotó a Tetsuya Naito para ganar el Campeonato Intercontinental de la IWGP por segunda vez. Tanahashi luego entró a participar en el G1 Climax, donde terminó con un récord de seis victorias y tres derrotas, sin llegar a la final debido a su derrota ante Naito en su última lucha del torneo el 11 de agosto. Tanahashi luego defendió exitosamente el Campeonato Intercontinental contra Zack Sabre Jr. el 16 de septiembre en Destruction in Hiroshima, y contra Kota Ibushi el 5 de noviembre en Power Struggle, vengando de esta manera sus dos derrotas que había sufrido durante el G1 Climax. Después de su lucha con Ibushi, Tanahashi fue atacado por el luchador que retornaba a la empresa Jay White, quien lo desafió a una lucha por el título el 4 de enero de 2018, en Wrestle Kingdom 12. Después de tomarse un pequeño descanso por una lesión legítima en la rodilla, Tanahashi regresó el 18 de diciembre para asegurar al público de que estaría luchando en Wrestle Kingdom 12, momento en el que volvió a ser atacado por White. El 4 de enero de 2018, Tanahashi derrotó a White para retener su título. Al día siguiente, en New Year's Dash, fue atacado por Minoru Suzuki. El 27 de enero de 2018, en The New Beginning in Sapporo, Tanahashi fue derrotado por Suzuki, quien le quitó su campeonato y terminó su reinado en 230 días.
En Sakura Genesis, Tanahashi hizo equipo con los miembros de Taguchi Japan, Juice Robinson y David Finlay para derrotar a los miembros de Chaos, Hirooki Goto, Jay White y Yoshi-Hashi. Más tarde en esa misma noche, Tanahashi confrontaría al Campeón Peso pesado de la IWGP, Kazuchika Okada, después de que Okada derrotara a Zack Saber Jr. para empatar su récord de 11 defensas exitosas del título, indicando una posible lucha por el título en el futuro cercano. La lucha tuvo lugar en la Noche 2 del evento Wrestling Dontaku 2018, donde Tanahashi no tuvo éxito en ganar el campeonato, y en el proceso su récord de defensas exitosas del título en un solo reinado fue quebrantado, ya que Okada defendió el campeonato con éxito por duodécima vez. Tanahashi luego participó en el G1 Climax, donde terminó con un récord de siete victorias, un empate y una derrota, estableciendo así un nuevo récord de la mayor cantidad de puntos en el formato actual del torneo con 20 luchadores participando, cosechando finalmente 15 puntos y avanzando a la final, donde derrotó a Kota Ibushi para ganar su tercer torneo G1 Climax. Esto le otorgó el derecho de desafiar al Campeón Peso Pesado de la IWGP en Wrestle Kingdom 13, además de tener que defender dicho derecho por el resto del año. Asimismo, marcó su décima vez en luchar en el evento principal del Tokyo Dome. 
El 4 de enero del 2019 en Wrestle Kingdom, Tanahashi ganó el combate ante Kenny Omega y se convirtió por octava vez en campeón del IWGP Heavyweight Championship. No obstante, el reinado solamente duró 38 días. Tanahashi cayó ante Jay White el 11 de febrero del 2019, en el evento The New Beginning in Osaka. Más adelante en el 2019, Tanahashi compitió en la New Japan Cup y llegó las a semifinales donde fue eliminado. Ahí cayó ante SANADA, en un combate celebrado el 23 de marzo.

## En lucha
- Movimientos finales
  - High Fly Flow[1][2] (Frog splash)
  - Texas Cloverleaf[1][2]

- Movimientos de firma
  - Sling Blade[1][2] (Spinning sitout sleeper slam, a veces desde una posición elevada)[2]
  - Dragon Rocket[2] (Suicide dive)
  - Cutthroat sitout fisherman suplex slam
  - Dragon screw
  - Enzuigiri
  - Inverted facelock[1][2]
  - Senton bomb[2]
  - Shining wizard
  - Standing powerbomb[2]
  - Ura-nage slam[2]
  - Varios tipos de suplex:
    - Bridging German[2]
    - Release full Nelson[2]
    - Underhook[2]
    - Bridging Dragon suplex[1][2]

- Apodos
  - "100% Ace"[1]
  - "The Ace of the Universe"[1]
  - "The High Flying Star"[1]

## Campeonatos y logros

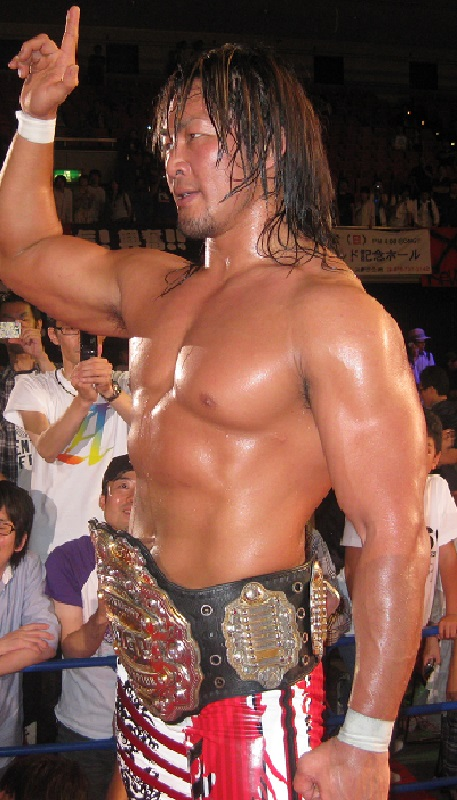
Tanahashi con el cinturón del Campeonato Peso Pesado de la IWGP durante su sexto reinado como campeón.

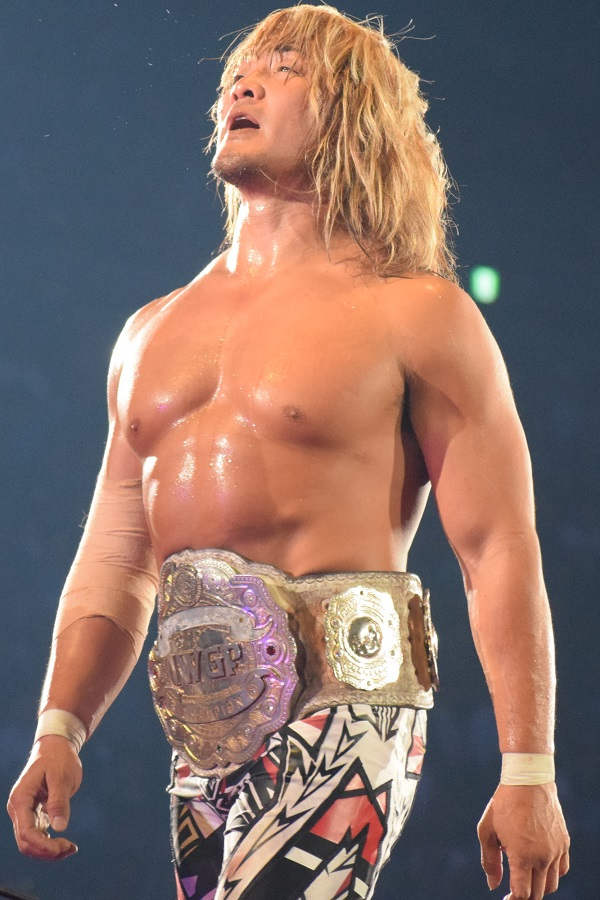
Tanahashi como el Campeón Intercontinental de la IWGP en junio de 2017.

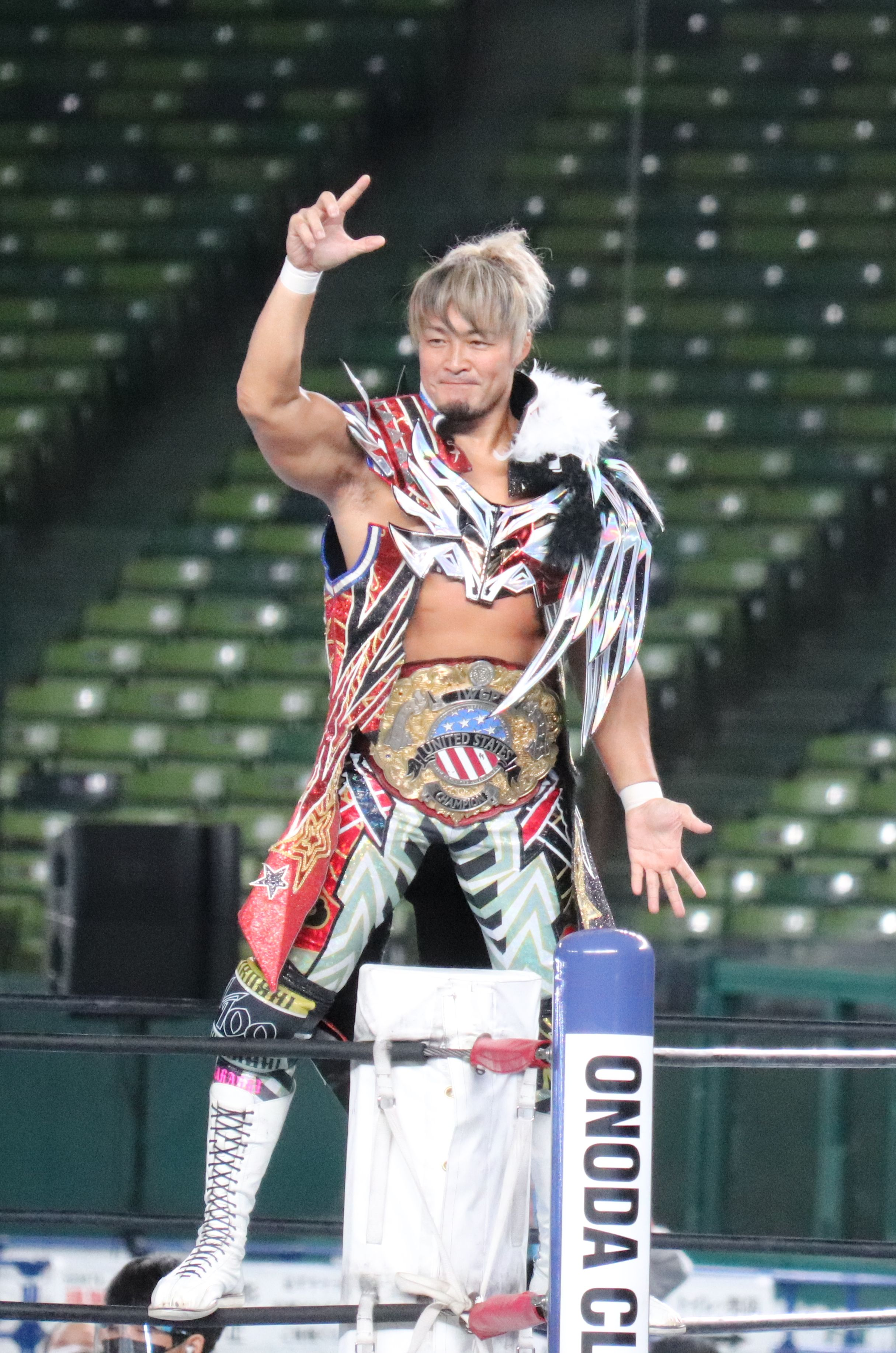
Tanahashi como el Campeón Peso Pesado de los Estados Unidos de la IWGP.

- Consejo Mundial de Lucha Libre/CMLL
  - Campeonato Mundial de Tríos del CMLL (1 vez) - con Okumura & Taichi
  - Campeonato Mundial en Parejas del CMLL (1 vez) - con Jushin Liger
  - Campeonato Universal del CMLL (2013)[134]

- New Japan Pro-Wrestling/NJPW
  - IWGP Heavyweight Championship (8 veces)
  - IWGP Intercontinental Championship (2 veces)
  - IWGP United States Heavyweight Championship (3 veces)
  - IWGP Tag Team Championship (3 veces) - con Yutaka Yoshie (1), Shinsuke Nakamura (1) y Kota Ibushi (1)
  - IWGP U-30 Openweight Championship (2 veces)
  - NEVER Openweight Championship (1 vez)
  - NEVER Openweight 6-Man Tag Team Championship (4 veces) - con Michael Elgin & Yoshitatsu (1), Manabu Nakanishi & Ryusuke Taguchi (1), Ricochet & Ryusuke Taguchi (1) y Kazuchika Okada & Tomohiro Ishii (1)
  - G1 Climax (2007, 2015 y 2018)
  - New Japan Cup (2005, 2008)
  - U-30 One Night Tag Tournament (2004) - con Taiji Ishimori
  - Teisen Hall Cup (2003) - con Masahiro Chono, Yuji Nagata & Yutaka Yoshie
  - Heavyweight Tag MVP Award (2005) - con Shinsuke Nakamura
  - Triple Crown Championship (Cuarto)
  - Grand Slam Championship (Primero)

- Pro Wrestling NOAH
  - GHC Tag Team Championship (1 vez) - con Yuji Nagata

- Revolution Pro Wrestling
  - RPW British Heavyweight Championship (1 vez)

- Wrestling Observer Newsletter
  - WON Luchador del año (2011-2013)
  - WON Luchador sobresaliente (2012-2013)
  - WON Rivalidad del año vs. Kazuchika Okada
  - WON Más carismático (2013)
  - Lucha del año (2012) vs. Minoru Suzuki (8 de octubre)
  - Lucha del año (2013) vs. Kazuchika Okada (7 de abril)
  - Lucha del año (2016) vs. Kazuchika Okada (4 de enero)
  - Wrestling Observer Newsletter Hall of Fame (Clase de 2013)[135]

- Tokyo Sports
  - Mejor Combate (2012) vs. Kazuchika Okada (NJPW, 16 de junio)
  - Espíritu de Lucha (2003, 2006)
  - MVP (2009, 2011)
  - Premio a la actuación (2007)

- Pro Wrestling Illustrated
  - Situado en el Nº7 en los PWI 500 de 2009[136]
  - Situado en el Nº39 en los PWI 500 de 2010[137]
  - Situado en el Nº22 en los PWI 500 de 2011[138]
  - Situado en el Nº11 en los PWI 500 de 2012[139]
  - Situado en el Nº3 en los PWI 500 de 2013[140]
  - Situado en el Nº11 en los PWI 500 de 2014[141]
  - Situado en el Nº11 en los PWI 500 de 2015[142]
  - Situado en el Nº27 en los PWI 500 de 2016[143]
  - Situado en el Nº29 en los PWI 500 de 2017[144]
  - Situado en el Nº31 en los PWI 500 de 2018
  - Situado en el Nº9 en los PWI 500 de 2019
  - Situado en el Nº38 en los PWI 500 de 2020
  - Situado en el Nº62 en los PWI 500 de 2021
  - Situado en el Nº15 en los PWI 500 de 2022